# روبرت فلمنج
روبرت فلمنج (بالإنجليزية: Robert Fleming)‏ (11 مارس 1860 في المملكة المتحدة - ) هو مدرب كرة قدم ولاعب كرة قدم بريطاني (وحمل سابقاً جنسية المملكة المتحدة لبريطانيا العظمى وأيرلندا) في مركز جناح ‏. شارك مع منتخب اسكتلندا لكرة القدم. أما مع النوادي، فقد لعب مع نادي غرينوك مورتون.

## وصلات خارجية
- روبرت فلمنج على موقع قاعدة بيانات كرة القدم.إي يو (الإنجليزية)